# Valerianella coronata
Valerianella coronata là một loài thực vật có hoa trong họ Kim ngân. Loài này được DC. miêu tả khoa học đầu tiên năm 1805.

## Hình ảnh

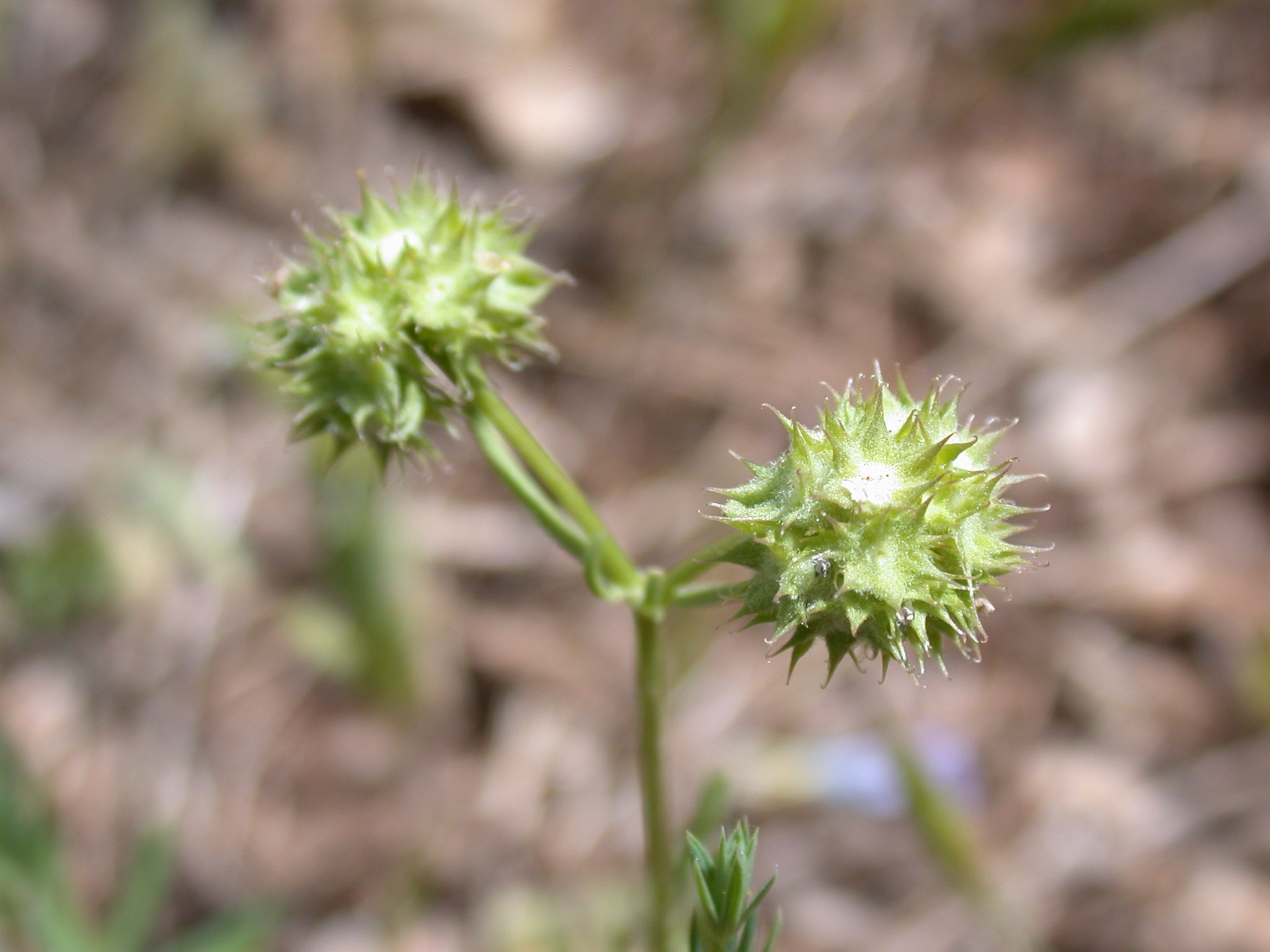